# Oud-Heverlee Leuven
Oud-Heverlee Leuven este un club de fotbal din Louvain, Belgia, care evoluează în Divizia Secundă.